# Banquet
Pour l’article homonyme, voir Banquet (homonymie).

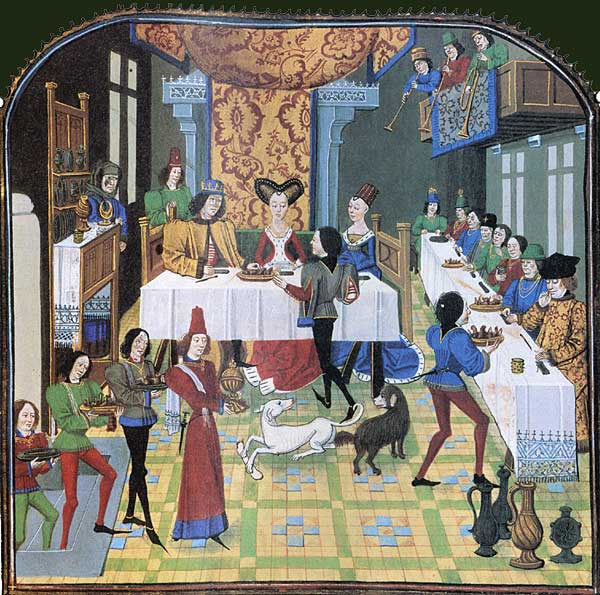
Banquet au XVe siècle.

Un banquet est un repas d'apparat où sont invités de nombreux convives.

## Histoire
D'origine grecque, lors du symposion, il est pratiqué par les Étrusques et les Romains, et a été souvent représenté sur les fresques des tombes étrusques. Les convives sont allongés ou assis sur des lits disposés en cercle ou un « U ».

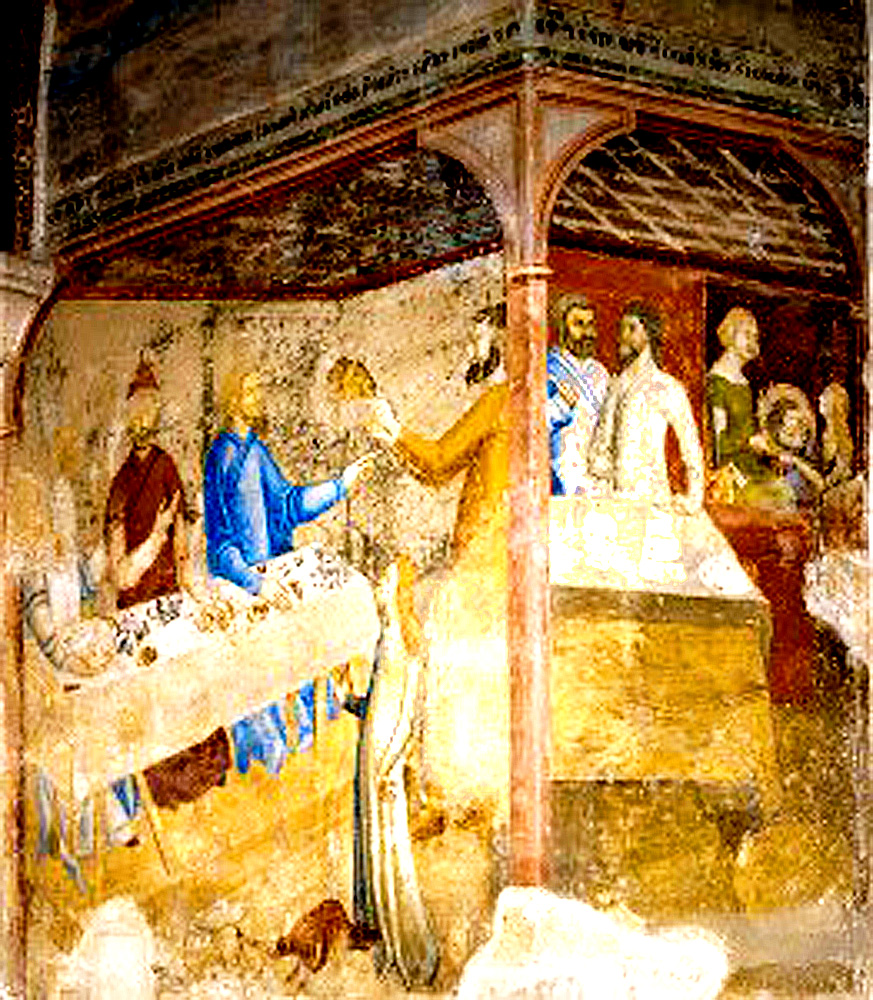
Festin d'Hérode, par Matteo Giovannetti, fresque du palais des papes d'Avignon.

Les tableaux anciens du Moyen Âge montrent que les aliments étaient servis sur une épaisse tranche de pain, elle-même posée sur un tranchoir en bois, en argent ou en or, le tranchoir finissant par désigner cette tranche de pain : associés à un couteau et un gobelet, des écuelles (faisant office de plat) et pichets sont soit alignés sur les tables à tréteaux, soit déposés sur une desserte.
La table d’honneur dressée sur une estrade, en usage du XIIe au XVIe siècle, est généralement située au fond des salles de banquets médiévaux, où le seigneur mange sur une table haute. 
La décoration, qui se limite à la nappe — parfois ornée de brindilles et fleurettes aromatiques ou de surtouts de table — aux récipients et aux plats servis, s'explique par le changement fréquent de services, voire de la table. Deux décorations de table apparaissent à la fin du Moyen Âge : sculptures en sucre, de type pièce montée (en Italie du XVe au XVIIIe siècle), et surtouts de table, appelés aussi centres de table, apparus à la Renaissance chez certaines grandes familles désirant montrer leur richesse.
La pratique du banquet ne se limite pas uniquement au monde occidental. On la retrouve par exemple en Chine où elle occupait une place importante dans la vie sociale et culturelle des érudits.

### Le banquet en Grèce antique
Durant la Grèce antique, le banquet est une institution. Il ne s'agit pas seulement de boire, mais de parler, chanter et de faire des libations aux dieux. Il succède par ailleurs aux deîpnon, le souper, au cours duquel les convives mangeaient sans boire. Le vin faisait son apparition à la fin, sous la forme d'une libation avec du vin pur.
Bien qu'ayant évolué entre l'époque archaïque et l'époque classique, le banquet public présentait trois traits constants :
1. il se faisait en deux temps, un premier dans lequel on mangeait (deîpnon), un second dans lequel on buvait (sumpósion) ;
2. il revêtait une dimension sacrée ;
3. il rassemblait l'ensemble de la communauté civique ou ses représentants.

Les convives pouvaient être étendus sur un lit (c'est d'ailleurs le cas dans Le Banquet de Platon), se maintenant à l'aide du coude et prenant, à l'aide de l'autre main, la nourriture et la boisson.
Dans son Anabase, Xénophon indique qu'un chef de banquet (sumposíarkhos) était élu. Ce dernier devait alors fixer à l'avance le nombre de coupes qu'allait vider chaque convive.

## Dans la littérature
(décembre 2016).
Si vous disposez d'ouvrages ou d'articles de référence ou si vous connaissez des sites web de qualité traitant du thème abordé ici, merci de compléter l'article en donnant les références utiles à sa vérifiabilité et en les liant à la section « Notes et références ».
Le banquet est un lieu commun littéraire ; voir notamment, dans le Satyricon de Pétrone, roman du Ier siècle, le récit inséré connu sous le nom du « Festin chez Trimalcion » (Cena Trimalchionis ; peut-être une parodie du Banquet de Platon) ; et, au Moyen Âge, la Cène de Cyprien (Cena Cypriani), parodie de la Bible (selon les spécialistes, une reprise du festin évoqué dans l'Évangile selon Matthieu, 22, 1-14, ou une déformation comique de la Cène).